# 宮古島文学賞
宮古島文学賞（みやこじまぶんがくしょう）は、日本の文学賞。

## 概要
宮古島で受け継がれてきた文学の風土と営々と流れる文学への思いを礎として、文芸活動のさらなる振興を図り、島の風土に育まれる文学を発信することを目的に創設された。主催は、宮古島市文化協会。共催は、宮古島市、宮古島市教育委員会。後援は、沖縄県、沖縄県文化協会、沖縄タイムス社、琉球新報社、宮古新報、宮古毎日新聞社、宮古テレビなど。「島」とテーマとする短編小説を募集しており、純文学・児童文学・推理・歴史・SFなどジャンルは問われない。日本語で書かれた、未発表のオリジナル作品に限られる。枚数規定は、400字詰め原稿用紙換算で30 - 50枚。応募資格は問われない。一席入賞者には副賞として50万円が、二席入賞者には副賞として10万円が贈られる。
宮古島を拠点とした賞としては、平良好児賞（1997年 - 2014年）がある。

## 入賞作品
| 回（年）         | 賞   | 受賞者       | 作品                             | 審査員                         |
| ---------------- | ---- | ------------ | -------------------------------- | ------------------------------ |
| 第１回（2017年） | 一席 | 神津キリカ   | 「水靴と少年」                   | 椎名誠、もりおみずき、頭木弘樹 |
| 第１回（2017年） | 二席 | 小池昌代     | 「匙の島」                       | 椎名誠、もりおみずき、頭木弘樹 |
| 第１回（2017年） | 佳作 | 森田たもつ   | 「蝉衣に吹く風」                 | 椎名誠、もりおみずき、頭木弘樹 |
| 第１回（2017年） | 佳作 | 玉元清       | 「笛吹川」                       | 椎名誠、もりおみずき、頭木弘樹 |
| 第１回（2017年） | 佳作 | 長野和夫     | 「笹舟」                         | 椎名誠、もりおみずき、頭木弘樹 |
| 第２回（2018年） | 一席 | 森田たもつ   | 「みなさん先生」                 | 椎名誠、もりおみずき、大城貞俊 |
| 第２回（2018年） | 二席 | 該当作品なし |                                  | 椎名誠、もりおみずき、大城貞俊 |
| 第２回（2018年） | 佳作 | 佐鳥理       | 「紺碧のサンクチュアリ」         | 椎名誠、もりおみずき、大城貞俊 |
| 第３回（2019年） | 一席 | 増田哲也     | 「宮古の花の咲かせかた」         | 椎名誠、もりおみずき、大城貞俊 |
| 第３回（2019年） | 二席 | 岡本直美     | 「あの夏のひと」                 | 椎名誠、もりおみずき、大城貞俊 |
| 第３回（2019年） | 佳作 | 玉元清       | 「吾が守研究会案内状」           | 椎名誠、もりおみずき、大城貞俊 |
| 第３回（2019年） | 佳作 | 佐鳥理       | 「ショートカット」               | 椎名誠、もりおみずき、大城貞俊 |
| 第４回（2020年） | 一席 | 野原誠喜     | 「猫投祭（マユーナギー）」       | 椎名誠、もりおみずき、大城貞俊 |
| 第４回（2020年） | 二席 | 仲間望       | 「レモン色の月」                 | 椎名誠、もりおみずき、大城貞俊 |
| 第４回（2020年） | 佳作 | 中里咲耶     | 「島の音状」                     | 椎名誠、もりおみずき、大城貞俊 |
| 第５回（2021年） | 一席 | 馬場広大     | 「山の女」                       | 椎名誠、もりおみずき、大城貞俊 |
| 第５回（2021年） | 二席 | 仲間望       | 「夜行島」                       | 椎名誠、もりおみずき、大城貞俊 |
| 第５回（2021年） | 佳作 | 鳥光宏       | 「― 銀游回帰 ―『スクが来た！』」 | 椎名誠、もりおみずき、大城貞俊 |
| 第６回（2022年） | 一席 | 高杉晋太郎   | 「ソラピーの夢」                 | 椎名誠、もりおみずき、大城貞俊 |
| 第６回（2022年） | 二席 | 見坂卓郎     | 「檻の魚」                       | 椎名誠、もりおみずき、大城貞俊 |
| 第６回（2022年） | 佳作 | 玉元清       | 「カルロタコ、食べますか？」     | 椎名誠、もりおみずき、大城貞俊 |
| 第7回（2023年）  | 一席 | 伊佐山昂     | 「水平線」                       | 椎名誠、もりおみずき、大城貞俊 |
| 第7回（2023年）  | 二席 | 佐藤陽翔     | 「爆ぜる。」                     | 椎名誠、もりおみずき、大城貞俊 |
| 第7回（2023年）  | 佳作 | 半崎輝       | 「夏の消印」                     | 椎名誠、もりおみずき、大城貞俊 |